# Király-paradicsommadár

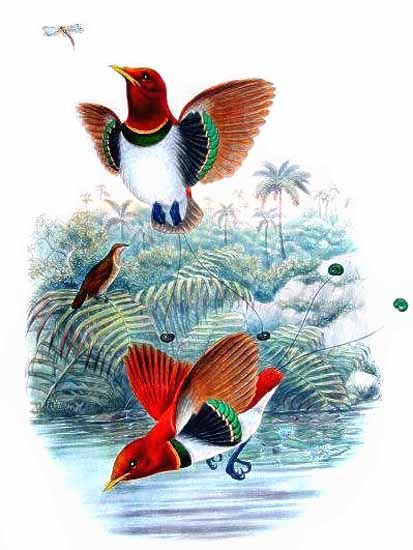
Régi ábrázolás a fajról

A király-paradicsommadár (Cicinnurus regius) a madarak osztályának verébalakúak (Passeriformes) rendjébe és a paradicsommadár-félék (Paradisaeidae) családjába tartozó faj.

## Előfordulása
Új-Guinea szigetén él, a szigetnek mind az Indonéziához, mind a Pápua Új-Guineához tartozó részén honos.

## Alfajai
- Cicinnurus regius regius
- Cicinnurus regius coccineifrons - Jobi-sziget, sötétebb fejtollak
- Cicinnurus regius cryptorhynchus
- Cicinnurus regius gymnorhynchus
- Cicinnurus regius rex
- Cicinnurus regius similis

## Megjelenése
Körülbelül kisebb rigónagyságú. Csőre vékony, oldalt levő dísztollai nem nagyon hosszúak, két középső farktolla majdnem véges-végig zászló nélkül való, csak a zászló legvégén vannak megint a külső zászlón bodros, csavarszerűen összekunkorodó tollak, amelyek kör alakú tollcsomót alkotnak. Háti oldala gyönyörű fényes cseresznyepiros, kivéve a szem fölött levő kicsi, négyszegletes, fekete foltocskát; álla és torka ugyanilyen gyönyörű fénylő cseresznyepiros; fejebúbja és felső farkfedői világosabbak; hasi oldala fehér, kivéve azt a mély smaragdzöldszínű, a felső részén keskeny rozsdabarna szegéllyel határolt harántsávot, amely a fehér színt elválasztja a cseresznyepirostól. A begy oldalaiból eredő tollbokréták füstösbarnák, kiszélesedett, csapott végük mélyen fénylő aranyzöld, az evezők fahéjvörösek, a farktollak olivbarnák, kívül rozsdaszínű szegéllyel, a két középső fonálszerű toll csavarszerűen összekunkorodó külső zászlója sötét aranyzöld. Szeme barna, csőre szarusárga, lábai, míg a madár életben van, gyönyörű kobaltkékek. A tojó fölül vörösbarna, alul rozsdasárga, keskeny barna harántszalagokkal.

## Életmódja
Főként rovarokkal, ízeltlábúakkal, gyümölccsel táplálkozik.

## Szaporodása
A szaporodási ideje márciustól októberig tart. A fészket a tojó készíti egy fa üregében. Fészekalja 2 tojásból áll, melyet fogságban 17 napig költ. A fiókák 14 napig maradnak a fészekben.

## Természetvédelmi helyzete
Az elterjedési területe nagyon nagy, egyedszáma viszont csökken, de még nem éri el a kritikus szintet. A Természetvédelmi Világszövetség Vörös listáján nem fenyegetett fajként szerepel.
Európában az Európai Állatkertek és Akváriumok Szövetsége felügyelete alá tartozó Európai Veszélyeztetett Fajok Programja (EEP) keretében tenyésztik a faj egyedeit.

## Külső hivatkozás
- Video a fajról[halott link]
- Képek az interneten a fajról